# Station Saint-Étienne-Carnot
Station Saint-Étienne-Carnot is een spoorwegstation in de Franse gemeente Saint-Étienne.